# پیتر گراهام (ورزشکار)
پیتر گراهام (انگلیسی: Peter Graham؛ زادهٔ ۵ اوت ۱۹۷۵) ورزشکار هنرهای رزمی ترکیبی، بوکسور و کاراته‌کا اهل استرالیا است.